# Samir Barač
Samir Barač, né le 2 novembre 1973 à  Rijeka, est un joueur croate de water polo qui a participé aux Jeux olympiques d'été de 2000, 2004, 2008 et de 2012. En tant que capitaine de l'équipe , il a fait partie de l'équipe croate qui a remporté la médaille d'or en 2012. Il a joué pour le VK Primorje Rijeka, le POŠK Split, HAVK Mladost Zagreb et Brescia.